# Баттиферри, Лаура
Лау́ра Баттифе́рри де́льи Аммана́ти (итал. Laura Battiferri degli Ammannati; 13 ноября 1523, Урбино — ноябрь 1589, Флоренция) — жена скульптора Бартоломео Амманати, модель известного портрета Аньоло Бронзино. Второстепенная итальянская поэтесса эпохи Ренессанса (малый — minore — поэт Возрождения), оставившая важное эпистолярное наследие благодаря масштабной переписке с видными флорентийскими интеллигентами своего времени.

## Биография
Лаура, незаконная дочь благородного господина и священника Джованни Антонио Баттиферри из Урбино, рождённой от его конкубины Маддалены Коккапани из Карпи, родилась в день Святого Андрея. Она была признана своим отцом, который дал ей гуманистическое образование, с познаниями в истории, философии и теологии. Синьор Баттиффери имел множество денежных бенефиций и должность в Апостолической палате в Ватикане. 9 февраля 1543 года папа римский Павел III издал постановлении о признании Лауры законнорожденной. Из этого акта известно, что также она имела брата по имени Асканио и сводного брата о имени Джулио. В своих стихах она будет скорбеть о потере отца, но не упомянет о матери или братьях.
Её биография делится на три фазы по числу городов, где она проживала (всегда вращаясь при дворе): Урбино (1523—1549), Рим (1549—1555) и Флоренция (1555—1589).
Получив от своего отца значительное состояние и законный статус, Лаура вышла замуж за Витторио Серени, органиста на службе герцога Урбинского Гвидобальдо II делла Ровере. Своего первого мужа Лаура потеряла в 1549 году. Согласно сохранившемуся документу, датированному 20 июля 1549 года, после смерти мужа герцог Гвидобальдо для её же собственной безопасности насильно поместил её в монастырь, чтобы она ожидала там прибытия своего отца из Рима, поскольку перед этим осталась без какого-либо необходимого женского сопровождения, а также даже без средств на еду.
Во второй раз она вышла замуж в 27 лет 17 апреля 1550 года, причём ей пришлось бороться со своим дядей, братом и наследником её отца, который не желал ей выплачивать положенные суммы. Её супругом стал флорентийский скульптор и архитектор Бартоломео Амманати, с которым она оставалась духовно близкой на протяжении всей своей жизни. Она познакомилась с ним в Риме, где он работал по заказам папы Юлия III. Церемония бракосочетания состоялась под руководством отца невесты в Святом доме девы Марии в Лорето, одной из главных католических святынь.

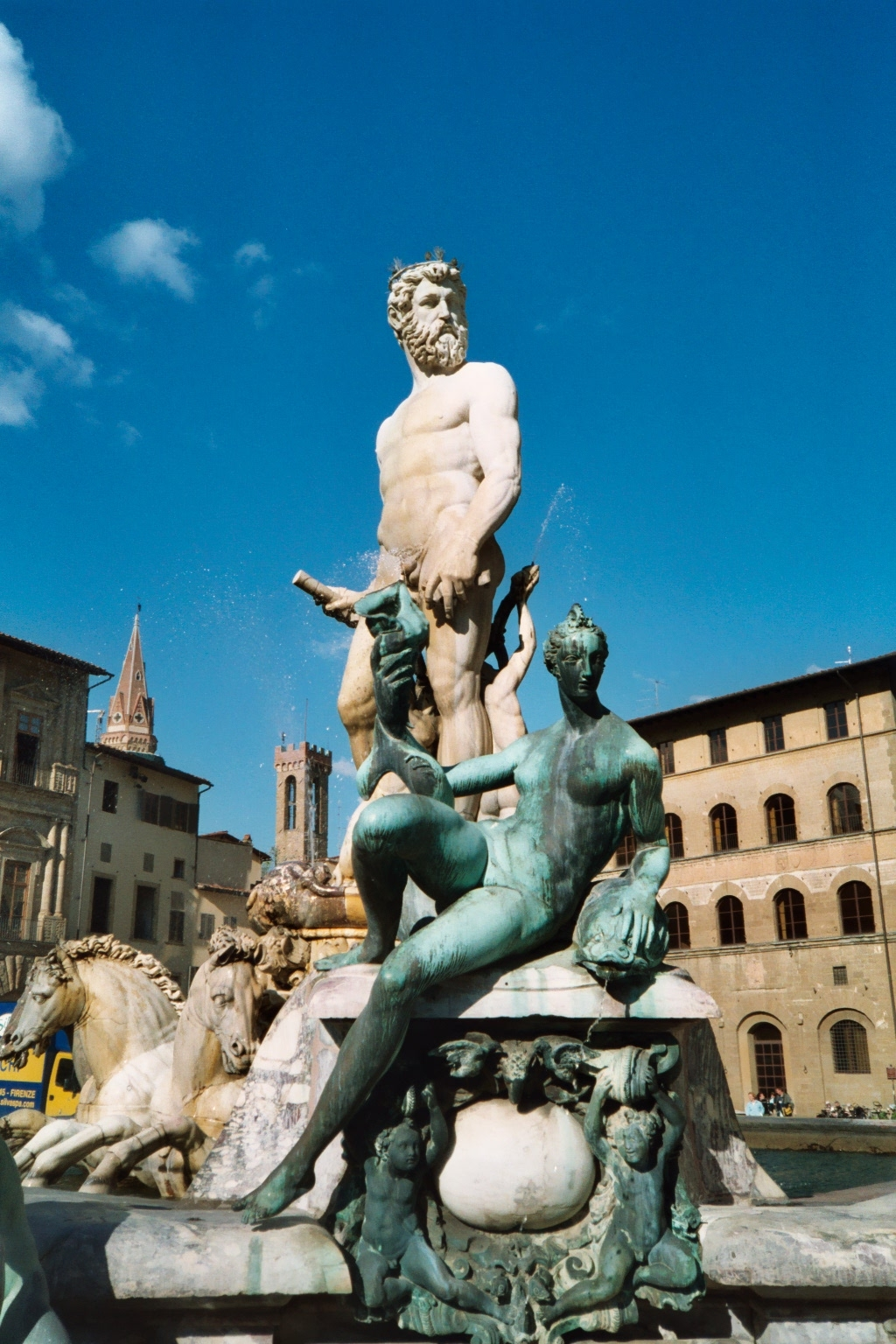
Фонтан Нептуна во Флоренции — работа супруга Лауры

О социальном положении Лауры свидетельствует тот факт, что в число её римских корреспондентов и адресатов её стихов входили папа Павел III, Ливия и Ортензия Колонна, Эрсилия Кортесе дель Монте (племянница Юлия III), Лукреция Содерини, неаполитанская певица Еуфемия. Со смертью папы Юлия III в 1555 году её муж больше не был связан заказами и уехал во Флоренцию, где нашёл нового покровителя в лице герцога Козимо I Медичи. Её лирика этого периода свидетельствует о том, что первоначально, пока она не влилась в круг интеллектуальной элиты с поддержкой Варки, она чувствовала себя очень одинокой.
По большей части Лаура жила на их вилле в Майано, поблизости от городских ворот Флоренции, иногда она сопровождала супруга в его путешествиях, связанных с заказами, по большей части в Рим. Информация об этих событиях её жизни проистекает из её переписки с учёными Аннибале Каро и Бенедетто Варки, которые были её близкими друзьями. Она прибегала к их помощи при разрешении определённых юридических проблем, связанных с её первым браком.

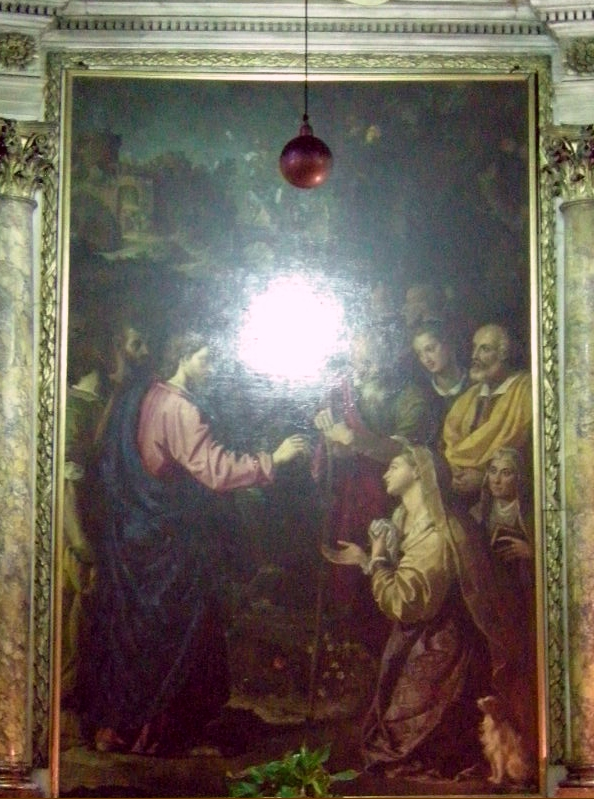
Алессандро Аллори. «Христос и хаанеянка». Церковь Сан Джованнино дельи Сколопи

Она была избрана в урбинскую академию Assorditi, а также в сиенскую академию Accademia degli Intronati, став первой женщиной среди их членов, и избрала псевдоним La Sgraziata («Неуклюжая»). Она не имела детей, и её муж стал её наследником. Погребена 3 ноября 1589 года в иезуитской церкви С.Джованнино, Флоренция, которую они оба помогали перестраивать. Для её погребения Амманати заказал у Алессандро Аллори картину «Христос и хаанеянка», которая всё ещё находится в этом храме и хранит изображение покойной в виде коленопреклонённой пожилой женщины с книгой в руках позади хаанеянки.

## Творчество
Литературный дебют Лауры состоялся в 1560 году, когда она выпустила Primo libro delle opere toscane благодаря помощи флорентийского издательского дома Giunti. В этом предприятии она пользовалась советами Варчи. В письме от 25 ноября того же года Лаура пишет о том, как она отыскала название для книги, составленной из столь неоднородных произведений — стихов различными размерами и прозаических отрывков. В основном это сонеты, включая цикл Fidia (Фидий), посвященный её мужу, но также и другие размеры — мадригалы, канцонетты, оды, сестины, канцоны, терцины, эклога. Также она благодарит его за помощь в составлении письма, которое она отправила вместе с изданной книгой в подарок Элеоноре Толедской, супруге Козимо Медичи, которой издание и было посвящено, наряду с победами её мужа над Сиеной.
С этого момента Лаура не прекращала заниматься литературной деятельностью. В 1561 году её сонеты были включены Атанаджи в антологию, опубликованную им в Венеции по случаю смерти Ирены ди Спилимберго. В 1564 году она опубликовала свой перевод ряда «Покаянных псалмов», также выпущенных Giunti — Salmi penitenziali di diversi. Издание также включало несколько «спиритуальных сонетов», написанных собственно ею. Книга была посвящена Виктории Фарнезе, герцогине Урбинской. Этим сопоставлением своих текстов со священными Лаура добилась наибольшего успеха — издание стало пользоваться популярностью (как минимум, ещё два издания были выпущены без её вмешательства — 1566, 1570, Giunti; также они вошли в сборник, опубликованный Франческо Турчи у Giolito в Венеции в 1568 году).
Основное литературное творчество Лауры на этих произведениях остановилось, но её культурная деятельность продолжалась. Несколько её панегирических сонетов обнаруживаются среди оммажей авторам в предисловиях к сборникам произведений Фаустино Тассо (Турин, 1573), Бенедетто Варки (Флоренция, 1573) и Аннибале Каро (Флоренция, 1587), а также в сборнике Il secondo volume delle rime (Венеция, 1587) и в Poesie Toscane Марко Колонна, где они соединены со стихами Пьетро Ангелио под 1589 годом.
У стен обрушенных, античных и замшелых,

Хранимых временем небрежным столь жестоко;

Там, где гора вершину тянет к солнцепёку,

Листвою от лучей обилья хорошея,

Узрела я родник, прозрачный совершенно,

Окрестные луга питающий потоком,

Тогда в груди моей возникло ненароком

Раздумье сладкое, смятение блаженно.

–  О, милый Фье́золе, хвалимый Цицероном!

Вокруг так дол тенист, столь струи безмятежны,

Что грустно покидать пристанище зелёно!

Так в полдень говорю, жарою опалённа,

Ловя ртом жаждущим с улыбкою поспешно,

Журчащий бег воды, источником рождённый.
Будучи артистической персоной, она сконструировала на основе своего имени «Лаура» образ лавра, назначив себя одновременно наследницей тосканца Петрарки, воспевавшего одноимённую даму. Её друзья-поэты подхватывали эту литературную игру, осыпая новую «Дафну» (нимфа лавра) комплиментами и практически канонизировав её как новую Сапфо.

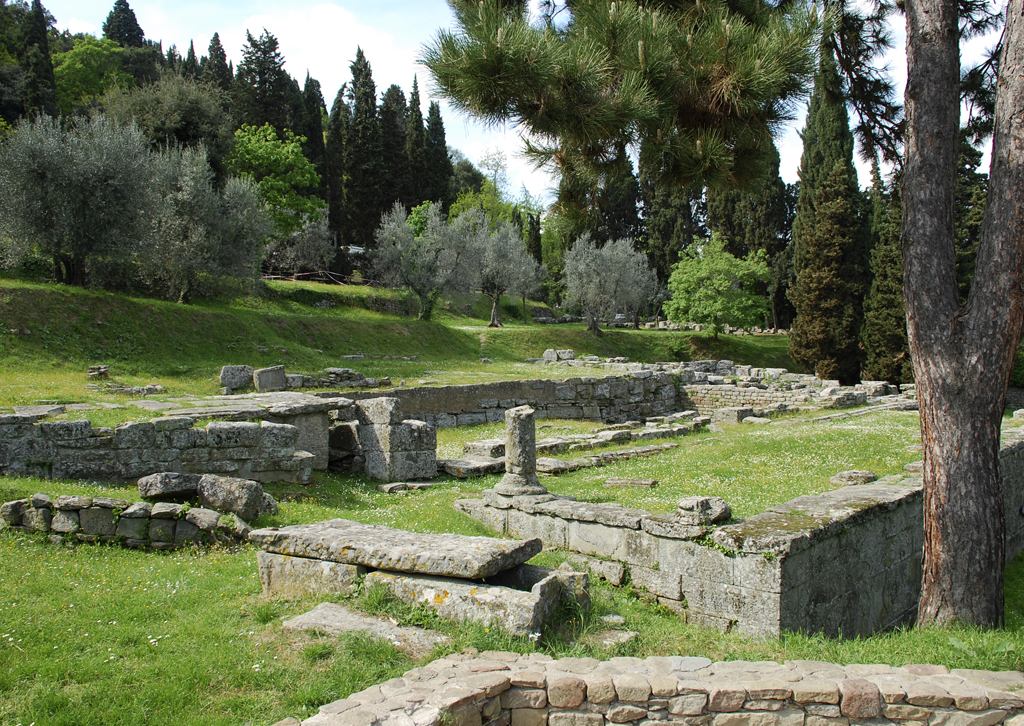
Развалины древнеримского храма в Фьезоле

Особенностью метода Лауры является её скрупулёзный интерес к теоретическим вопросам стихотворной метрики, что выделяет её из числа её современников-поэтов. Темой её стихов нередко становилась её любовь и уважение к супругу-скульптору. Она сочиняла, оставаясь в рамках петраркистской традиции. Хронологически первыми датированными произведениями Лауры является цикл из 9 сонетов, в которых она оплакивает смерть своего первого мужа. Написанные под влиянием Виттории Колонны и Вероники Гамбара, эти вдовьи стихотворения изображают свою создательницу как новую нимфу, обращённую в лавр, или же как вечно ускользающую даму Петрарки. Возможно, эти стихи были написаны во время её пребывания в монастыре. В дальнейшем она продолжала писать на темы, принятые у флорентийских интеллектуалов, а в поздний период, когда она с супругом обратились к иезуитам, в её творчество проникают глубоко религиозные темы. Её произведения демонстрируют её чрезвычайную эрудицию.
В течение жизни творчество Лауры окружала известная слава не только в Италии, но и при императорских дворах Праги и Мадрида. Её ещё превозносили историки литературы XVIII века, а из трудов историков XIX века она исчезает; исключение составляют лишь редкие упоминания её «Псалмов» и автобиографических пасторальных сонетов. Все её наследие было забыто, поскольку уже непонятным являлось то, за что её хвалили современники: классическая образованность, маньеристическое остроумие, разносторонность стихов, созданных к различным поводам, а также глубокая католическая вера.
Эти произведения, как отмечают теперь исследователи, безусловно, в общем поэтическом наследии Ренессанса являются второстепенными, причисляя её к числу малых (minore) поэтов Возрождения. Подобная литературная деятельность является более выражением культурной дружбы; её адресаты и коллеги входили в тесное братство флорентийской интеллигенции. Но хотя произведения Лауры с точки зрения литературной истории не имеют важного значения, её эпистолярное наследие превращает её в важную фигуру во флорентийской переписке, которая доставляет нам много сведений о её эпохе и окружении.

### Произведения
- Primo libro delle opere toscane, 1560. Антология из 187 стихотворений, из которых 146 написаны Лаурой и 41 её мужчинами-корреспондентами (Варки, Каро, Антон Франческо Граццини, Аньоло Бронзино и Бенвенуто Челлини). В их числе:
  - Сонет с посвящением к Элеоноре Толедской
  - Oggi Signor che nel trentesimo anno, 1553, сонет
  - «Гимн Славе», приписываемый Св. Августину (на самом деле пера Петра Дамиани), перевод с латыни — Inno alla gloria di S. Agostino
  - Orazione di Geremia Profeta («Молитва к пророку Иеремие»), написанная терцинами
  - Эклога «Европа»
- I setti salmi penitenziali del santissimo profeta Davit tradotti in lingua toscana… con gli argomenti sopra ciascuno di essi: insieme con alcuni sonetti spirituali («Семь покаянных псалмов святейшего пророка Давида, переведенных на тосканский…»), 1564. В их числе:
- Незаконченный манускрипт сборника стихов — Le Rime — был заново обнаружен в 1995 году, демонстрируя её желание опубликовать третью книгу[2].
- «Молитва на Рождество Господа нашего» — её единственная прозаическая работа, медитация, вдохновленная текстами Лойолы.
- Lettere a Benedetto Varchi, изд. Болонья, 1879

## Портрет работы Бронзино

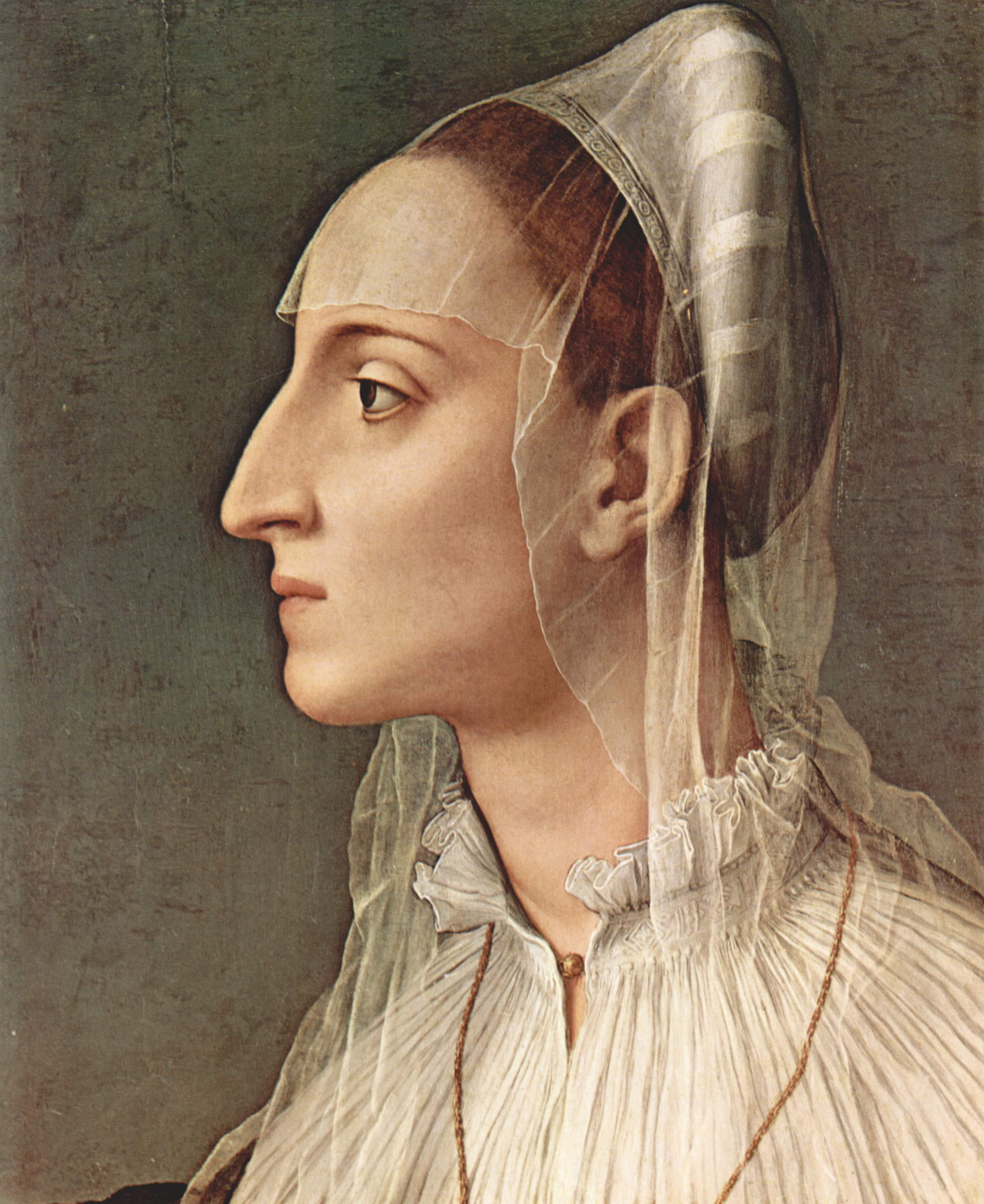
Фрагмент портрета работы Бронзино

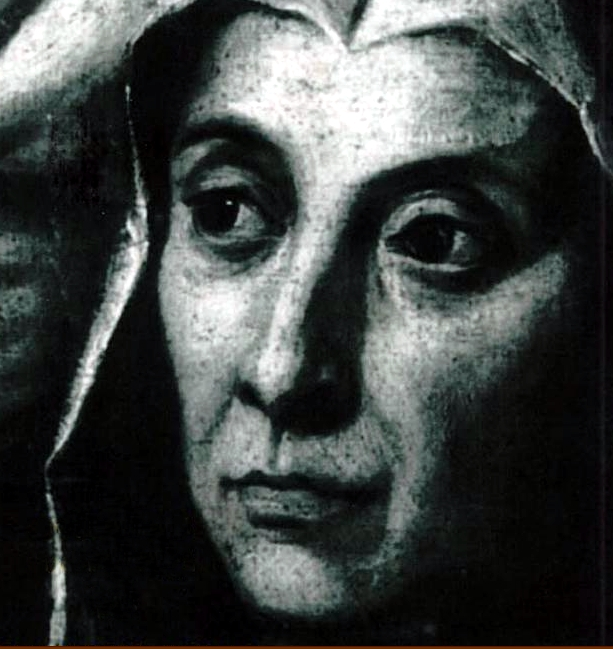
Фрагмент с портретом Лауры в пожилом возрасте, Алессандро Аллори, «Христос и хаанеянка»

Её портрет кисти Бронзино, написанный в 1550-55 годах, входит в число лучших примеров портретного жанра, его называют «одним из самых потрясающих женских портретов Ренессанса». Он профильный, отсылая в памяти к портретам таких сочинителей треченто, как Данте или Петрарка, а также к медальерным изображениям кватроченто. Верхняя часть её тела увенчана маленькой головой, непропорционально вытянутой и усиливающей впечатление от её длинного крючковатого носа. В отличие от большинства портретов этого времени модель избегает зрительного контакта со зрителем. Она держит открытую книгу, указывая пальцем на сонет Петрарки к его возлюбленной Лауре, своей тёзке. На одной странице написан сонет LXIV — «Se voi potesti per turbati segni…», на другой — CCXL — «I’o pregato Amor, e 'l ne riprego…»
Другое её сохранившееся изображение, на религиозном полотне Алессандро Аллори (см. выше), не демонстрирует столь оригинальной внешности, которое делает портрет Бронзино таким запоминающимся. Её портрет кисти Ганса фон Аахена утерян.